# Half link
Een half link (Engels voor halve schakel) is een speciale schakel die in een fietsketting kan worden toegepast. 
Als men een fietsketting wil aanpassen in lengte, moet men normaal gesproken per twee schakels werken. Een half link geeft de mogelijkheid om slechts een (1) schakel toe te voegen in plaats van twee. Met andere woorden: met deze speciale schakel kan de ketting een halve inch (12,7 mm) worden verkort of verlengd. Het onderdeel wordt vooral toegepast indien een ketting met een even aantal schakels te slap of te strak staat en er geen goede mogelijkheid is dit te corrigeren via bijvoorbeeld kettingspanners. 